# Descoberta
Descoberta é o ato de se detectar algo novo, ou algo "velho" que não tenha sido reconhecido como significativo. Com referência às ciências e disciplinas acadêmicas, a descoberta é a observação de fenômenos novos, novas ações, ou novos eventos e a criação de novas formas de raciocínio para explicar o conhecimento obtido através de tais observações previamente adquiridos de conhecimento a partir do pensamento abstrato e experiências do dia a dia. Uma descoberta pode por vezes ser baseada em descobertas anteriores, colaborações, ou ideias. Algumas descobertas representam um radical avanço no conhecimento ou tecnologia.

## Descrição
Novas descobertas são adquiridas através de vários sentidos , e são normalmente assimiladas, mesclando-as com conhecimentos e ações preexistentes. O questionamento é uma forma importante do pensamento humano e a comunicação interpessoal, e desempenha um papel-chave na descoberta. As descobertas são feitas muitas vezes devido a questões. Algumas descobertas levam à invenção de objetos, processos ou técnicas. Uma descoberta pode por vezes ser baseados em descobertas anteriores, parcerias ou ideias, e o processo de descoberta requer, pelo menos, a consciência de que o conceito já existente ou método pode ser modificado ou transformado. No entanto, algumas descobertas também representam um radical avanço no conhecimento.

### Dentro da ciência
Dentro de disciplinas científicas, a descoberta é a observação de novos fenômenos, ações ou eventos que ajudam a explicar o conhecimento obtido através de evidências científicas anteriormente adquiridas. Na ciência, a exploração é um dos três fins de investigação, as outras duas sendo a descrição e a explicação. A descoberta é feita fornecendo evidências observacionais e experimentos para tentar desenvolver e aproximar a compreensão de algum fenômeno inicial.
A descoberta no campo da física de partículas tem uma definição aceite para definir o que constitui uma descoberta: com um nível de certeza de desvio padrão. que define estatisticamente o quão improvável é que um resultado de um experimento é devido ao acaso. A combinação de uma certeza de nível sigma cinco, e independente de confirmação por outros experimentos, e transforma as conclusões aceites como verdadeiras descobertas.

## Exploração
A descoberta também pode ser usada para descrever as primeiras incursões de povos de uma cultura em outros ambientes geográficos e culturais. A cultura ocidental tem usado o termo "descoberta" em suas histórias para subtilmente enfatizar a importância na história do mundo da "exploração", tais como a "Idade de Exploração".